# La Boutique aux illusions
Pour plus de détails, voir Fiche technique et Distribution.
La Boutique aux illusions est un film français réalisé par Jacques Séverac, sorti en 1939.

## Fiche technique
- Titre : La Boutique aux illusions
- Réalisation : Jacques Séverac
- Scénario : Davy Semac
- Dialogues : Gilbert Jacob et Lucien Mayrargue
- Photographie : Georges Lucas
- Montage : Gisèle Renart
- Musique : Jean Yatove
- Décors : Jean Tournan
- Son : André Aspard
- Société de production : AS Films Production
- Pays de production :  France
- Format : Noir et blanc — 35 mm — 1,37:1 — Son : Mono
- Genre : Comédie
- Durée :  80 minutes (1 h 20)
- Date de sortie :
  - France : 19 avril 1939

## Distribution
- Jim Gérald : le bonimenteur
- Anthony Gildès : l'amiral irascible
- Robert Pizani : le spectateur
- Monique Rolland : la spectatrice
- Mary Serta
- Edouard Hemme
- Robert Ralphy
- Albert Tiluze